# Hwanhee
Hwang Yoon-seok (hangul: 황윤석, RR: Hwang Yun-sŏk; Seúl, 17 de enero de 1982), más conocido como Hwanhee (hangul: 환희, hanja: 歡喜, RR: Hwanhui), es un cantante y actor surcoreano, conocido por ser miembro del dúo musical masculino surcoreano Fly to the Sky.

## Biografía
Se graduó del "Gwang Moon High School", posteriormente estudió en la Universidad de Kyung Hee de donde se graduó con especialización en música posmoderna.
Su primo es el actor y cantante Lee Jang-woo.
El 27 de octubre del 2011 comenzó su servicio militar obligatorio, el cual finalizó en octubre del 2013.

## Carrera
Desde el 2009 es miembro de la agencia H-Entercom KEYEAST, previamente formó parte de la agencia SM Entertainment de 1999 hasta el 2004 y de PFull Entertainment del 2004 al 2009.

### Música
El 21 de noviembre de 1999 realizó su debut oficial como miembro del dúo surcoreano Fly to the Sky junto a Brian Joo, lanzando el álbum "Day by Day".

### Televisión
En el 2006 realizó su debut en la televisión cuando se unió al elenco de la serie Over the Rainbow donde interpretó a Rex, una engreída estrella de rock.
En el 2015 apareció como invitado durante el sexto episodio de la segunda temporada temporada del programa de canto I Can See Your Voice.

## Filmografía

### Programas de variedades
| Año                          | Programa                            | Notas |
| ---------------------------- | ----------------------------------- | --- |
| 2017, 2018                   | King of Mask Singer                 | concursó como "Hoppang Prince" - (ep. #93-100 y "King of Mask Singer – "The Winners") |
| 2018                         | The Call                            | invitado - junto a Wheesung |
| 2018                         | Weekly Idol                         | invitado - (ep. #339) - junto a Wheesung |
| 2018                         | Video Star                          | invitado |
| 2014, 2018                   | Hidden Singer 5 Hidden Singer 3     | miembro del panel invitado - (ep. #4 S3) |
| 2011, 2014, 2018             | Immortal Songs                      | invitado - (ep. # 350) invitado - (ep. #155) - junto a Gummy invitado - (ep. #154) - junto a Brian Joo invitado - (ep. #8) - Kim Tae-woo, Wheesung, K.Will, Im Tae-kyung, Lee Hyuk, Lee Jung y Lee Seok-hun |
| 2017                         | Let's Eat Dinner Together           | invitado - junto a Gummy - (ep. #35) |
| 2017                         | Happy Together                      | invitado - (ep. #516-517) - junto a Joon Park, Son Ho-young, Lee Min-woo, Andy Lee, Yeri y Joy |
| 2016                         | Please Take Care of My Refrigerator | invitado - junto a Gummy - (ep. #110-111) |
| 2016                         | Law of the Jungle in Panama         | miembro - (ep. #200-202) |
| 2016                         | Fantastic Duo                       | invitado - (ep. #11–12) |
| 2015                         | I Can See Your Voice                | invitado - (ep. #6) |
| 2009, 2010, 2011, 2014, 2015 | You Hee-yeol's Sketchbook           | invitado - (ep. #29, 64, 111, 230, 254, 290) |
| 2014                         | Hello Counselor                     | invitado - (ep. #172)- junto a Wheesung, Brian Joo y NS Yoon-G |
| 2011                         | Super Star K 3                      | |
| 2008                         | Sunday Sunday Night                 | |
| 2008                         | We Got Married S1                   | miembro - (ep. #25, 29-44) - junto a Hwayobi |

### Series de televisión
| Año  | Título           | Personaje     | Notas |
| ---- | ---------------- | ------------- | ----- |
| 2010 | Stormy Lovers    | Im Ha-ra      |       |
| 2008 | I Love You       | Park Byung-ho |       |
| 2006 | Over the Rainbow | Rex           |       |

### Películas
| Año  | Título              | Personaje | Notas |
| ---- | ------------------- | --------- | ----- |
| 2015 | Five Senses of Love | -         |       |
| 2012 | Star: Radiant Love  | Romi      |       |

### Radio
| Año  | Programa                                  | Notas                        |
| ---- | ----------------------------------------- | ---------------------------- |
| 2014 | Jo Jung Chi and Jang Dong Min's 2 O'Clock | invitado - junto a Brian Joo |
| 2014 | Cultwo Show                               | invitado - junto a Brian Joo |
| 2014 | Oven Radio                                | invitado - junto a Brian Joo |

## Discografía

### Soundtracks
| Año  | Canción                                                                                 | Álbum                                   | Notas                                           |
| ---- | --------------------------------------------------------------------------------------- | --------------------------------------- | ----------------------------------------------- |
| 2017 | "Sparkling" (반짝인다)                                                                  | OST de "The Emperor: Owner of the Mask" | [ 13 ]                                          |
| 2016 | "Love Is Hurting" (사랑이 아프다)                                                       | OST de "Uncontrollably Fond"            | formó parte del volumen dos del OST de la serie |
| 2015 | "Heart-breaking" (아프다)                                                               | OST de "Orange Marmalade"               | [ 14 ] [ 15 ]                                   |
| 2013 | "Fever" (열병)                                                                          | OST de "Bel Ami"                        | (예쁜남자 OST Part 3)                           |
| 2012 | "Don't Leave" (가지마)                                                                  | OST de "Padam Padam"                    |                                                 |
| 2010 | "Even Becoming Wind" (바람이 되어서라도) "Even Becoming the Wild" (versión en guitarra) | OST de "Road Number 1"                  |                                                 |
| 2008 | "My Person" (내사람)                                                                    | OST de "Beethoven Virus"                |                                                 |
| 2006 | "I Can’t Help Missing You" (그리운건 어쩔 수 없어)                                      | OST de "Over the Rainbow"               |                                                 |
| 2006 | "Tomorrow"                                                                              | OST de "Over the Rainbow"               |                                                 |
| 2006 | "I Want U, I Need U"                                                                    | OST de "Over the Rainbow"               |                                                 |
| 2005 | "Even Though My Heart Breaks" (가슴 아파도)                                             | OST de "Fashion 70s"                    |                                                 |

### Solista

#### Álbum
| Fecha de lanzamiento | Álbum     | Lista de canciones | Notas                         |
| -------------------- | --------- | --- | ----------------------------- |
| 29 de julio de 2011  | "Hwanhee" | 1. TEMPTATION (INTRO) 2. All Day 3. I Feel Like I'm Going To Die 4. Without Knowing 5. Yesterday 6. Nightmare 7. South South 8. T BY TEARS 9. I Love You I Love You 10. You Taught Me How To Say Goodbye | - con MayDoni - con Se Yong - |

#### EP (Mini Álbum)
| Fecha de lanzamiento  | Título   | Notas |
| --------------------- | -------- | --- |
| 5 de agosto de 2010   | "H Hour" | 1. Something Special 2. While Doing 3. Nan (I...) 4. 떠나지마 5. 내가 더 아플게 (가슴아파도 Part.2)                                                                      |
| 22 de octubre de 2009 | "H Soul" | 1. Because I Missed Your Heart 2. Bring It Back 3. Late Confession 4. Getting Down 5. The Curious Case Of Our Breakup 6. Everyday 7. Because I Missed Your Heart (Inst.) |

#### Proyectos individuales
| Año  | Título                                   | Notas                             |
| ---- | ---------------------------------------- | --------------------------------- |
| 2014 | Falling In Love                          | junto a Zia (지아)                |
| 2012 | I'll forget...(Outro)                    | junto a MYNAME                    |
| 2011 | Why Love (왜 사랑은)                     | dueto con Im (아임)               |
| 2010 | Strangers (남남)                         | dueto con Kim May-doni (메이다니) |
| 2010 | Foolish Heart (바보가슴)                 | dueto con Suki (숙희)             |
| 2009 | Yesterday (어젠)                         | dueto con Song Ji-eun (송지은)    |
| 2006 | Sooner or Later                          | dueto con Duncan James            |
| 2006 | Meeting a Good Person (좋은 사람 만나요) | dueto con MayBee (메이비)         |

#### Digital single
| Año                     | Título                                             | Lista de canciones                                                      | Notas                |
| ----------------------- | -------------------------------------------------- | ----------------------------------------------------------------------- | -------------------- |
| 22 de mayo de 2018      | It's Obvious                                       | 1. It's Obvious (뻔해) 2. It's Obvious (뻔해) (Inst.)                   | junto a Jung Il-hoon |
| 30 de enero de 2018     | Everything                                         | 1. Everything                                                           | junto a Babylon      |
| 4 de enero de 2018      | Love Song (Love Story) Diary of January 'The Dawn' | 1. The Dawn (새벽감성) 2. The Dawn (새벽감성) (Inst.)                   |                      |
| 17 de marzo de 2017     | So It Is                                           | 1. So It Is (그래) 2. So It Is (그래) (Inst.)                           | [ 23 ] [ 24 ]        |
| 29 de diciembre de 2010 | Nam Nam (Strangers)                                | 1. Nam Nam 2. Nam Nam (Inst.)                                           | junto a MayDoni      |
| 14 de julio de 2010     | I'll Get Hurt More                                 | 1. Naega Deo Apeulge (Gaseumapado Part II) 2. Naega Deo Apeulge (Inst.) |                      |
| 27 de mayo de 2010      | Stupid Heart                                       | 1. Stupid Heart                                                         | junto a Suk Hee      |

### Conciertos y festivales
| Año  | Título                                             | Notas                                                |
| ---- | -------------------------------------------------- | ---------------------------------------------------- |
| 2018 | Family                                             | concierto                                            |
| 2014 | 2014 KBS Music Festival                            | festival musical - junto a Brian Joo e Im Chang-jung |
| 2014 | I Am A Singer                                      | [ 27 ]                                               |
| 2014 | Music Bank                                         | junto a Brian Joo                                    |
| 2014 | Fly to the Sky Comeback Special Concert: CONTINUUM | junto a Brian Joo                                    |

### Fly to the Sky

#### Álbum
| Año  | Título             |
| ---- | ------------------ |
| 2014 | Continuum          |
| 2009 | Decennium          |
| 2007 | No Limitations     |
| 2006 | Transition         |
| 2005 | Gravity            |
| 2003 | Missing You        |
| 2002 | Sea of Love        |
| 2001 | The Promise (약속) |
| 1999 | Day By Day         |

#### Álbumes especiales
| Año  | Título                                           |
| ---- | ------------------------------------------------ |
| 2015 | Love & Hate                                      |
| 2008 | Recollection                                     |
| 2007 | No Limitations (Repackage)                       |
| 2006 | Goal with Pfull 'Again' (We are the Reds)        |
| 2006 | Transition (Repackage)                           |
| 2005 | Best Album 'Eternity'                            |
| 2005 | Merry Christmas Happy New Year 'White Christmas' |
| 2004 | 1st Live Concert Unforgettable                   |

## Apoyo a beneficencia
El 5 de diciembre del 2014  Hwanhee junto a su compañero del grupo Fly to the Sky, Brian Joo realizaron un evento benéfico: "Ayudando a niños con cáncer pediátrico con Hwanhee", en un café ubicado en Shinsadong, en donde Hwanhee trabajó e invitó a los fans y celebridades que asistían a apoyar y donar para la causa. Todo el dinero recaudado durante el evento fue donado a la Korean Pediatric Cancer Foundation.